# Илија Топаловски
Илија Топаловски - Аврам (4. април 1922, Битољ – 28. април 1999, Београд) био је македонски политичар, учесник Народноослободилачке борбе и амбасадор СФР Југославије.

## Биографија
Рођен је 1922. године у Битољу. Веома рано се укључио у комунистички покрет. Након каптуулације Југославије 1941. године, приклучио се Народнослободилачком покрету. Године 1942, окупационе власти у Битољу осудиле су га у одсуству због илегалне комунистичке и антифашистичке делатности. Илегално је деловао на територији под италијанском окупацијом, где се придружио партизанским јединицама. Био је политички комесар чете и вршио политичке функције у Првој македонско-косовској бригади. Био је делегат на Првом заседању АСНОМ-a.
Након ослобођења, изградио је каријеру радећи у југословенској дипломатији. Био је југословенски амбасадор у Тунису (1958 – 1960), Гвинеји (1960 – 1963), Норвешкој (1967 – 1970), Индији (1973 – 1977) и Јапану (1982 – 1986).
Године 1989, био је избран за првог председника новоформираног Друштва југословенско-јапанског пријатељства.